# Blackfish
Blackfish és una pel·lícula documental de l'any 2013 dirigida per Gabriela Cowperthwaite. Va ser estrenada al Festival de Cinema de Sundance el 19 de gener de 2013 i va ser seleccionada per Magnolia Pictures per distribuir-la massivament. Va ser nominada al premi BAFTA al millor documental. Ha estat doblada al català i va ser emesa a TV3 en el programa Sense ficció.
El documental se centra en Tilikum, una orca que es va veure involucrada en la mort de tres persones, i les conseqüències de mantenir animals tan grans i intel·ligents en captivitat. La història de Tilikum comença amb la seva captura a la costa d'Islàndia el 1983, l'assetjament que va patir dels seus companys de captiveri i les hores que va passar en tancs obscurs, el que, segons Cowperthwaite, va contribuir a la seva agressivitat. Cowperthwaite també qüestiona Sea World, parc temàtic que assegura que els animals marins viuen més temps en captivitat que en llibertat.